# Kate Pickett

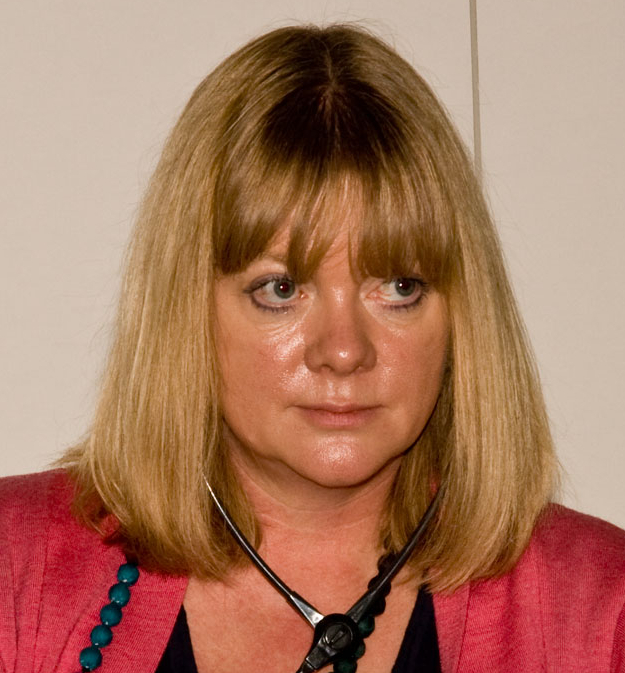
Kate Pickett (Berlin 2012)

Kate Pickett (* 1965) ist eine englische Gesundheitswissenschaftlerin und Professorin für Epidemiologie an der University of York. Bekannt wurde sie für das mit Richard G. Wilkinson verfasste Buch The spirit level (deutschsprachige Übersetzung: Gleichheit ist Glück), in dem sie einen Zusammenhang zwischen ungleicher Einkommens- und Vermögensverteilung und gesellschaftlichen Problemen darstellen.

## Werke
- Richard Wilkinson, Kate Pickett: The spirit level, London : Allen Lane, 2009. ISBN 978-1-84614-039-6.

### Als Herausgeberin
- Kate Pickett, Richard Wilkinson: Health and inequality, London : Routledge, 2009. ISBN 978-0-415-44313-5.

### In deutschsprachiger Übersetzung
- Richard Wilkinson, Kate Pickett: Gleichheit ist Glück, Hamburg : Tolkemitt bei Zweitausendeins, 2009. ISBN 978-3-942048-09-5.